# Гай Юлій Север
Гай Юлій Север (лат. Gaius Iulius Severus; ? — після 162) — державний і військовий діяч Римської імперії, консул 155 року.

## Життєпис
Походив з аристократичної галатської родини. Його предок отримав римське громадянство від Октавіана Августа. Батько Гай Юлій Север був у 138 році консулом-суфектом.
Розпочав кар'єру військовим трибуном у IV Скіфському легіоні. Згодом був квестором, народним трибуном. У 145 році призначений міським претором. У 147—150 роках очолив XXX Переможний Ульпіїв легіон. У 151—154 роках був куратором віа Аппія.
155 року був призначений консулом разом з Марком Юнієм Руфіном Сабініаном. У 155—162 роках Север керував провінцією Сирія Палестинська як імператорський легат—пропретор. Подальша доля невідома.